# Lagga
Lagga är kyrkbyn i Lagga socken i Knivsta kommun i Uppland, där Lagga kyrka är belägen. 1990 avgränsades en småort inom området. 1995 hade folkmängden minskat och småorten upplöstes. Vid 2015 års småortsavgränsning återfanns här åter en småort.
Carl-Göran Ekerwald var bosatt i Lagga. 